# Rozporządzenie CLP
Rozporządzenie CLP (ang. classification, labelling and packaging) – rozporządzenie wprowadzające w Unii Europejskiej nowy system klasyfikacji, oznakowania i pakowania substancji i mieszanin oparty na globalnie zharmonizowanym systemie klasyfikacji i oznakowania chemikaliów, opracowanym przez ONZ w 2003 roku. Rozporządzenie CLP uzupełnia rozporządzenie REACH oraz zastępuje system zawarty w dyrektywach 67/548/EWG i 1999/45/WE. Rozporządzenie weszło w życie 20 stycznia 2009 i obowiązuje bezpośrednio, bez potrzeby implementacji do prawa polskiego.